# Zbog tebe (album Merime Njegomir)
Zbog tebe je osmi studijski album pevačice Merime Njegomir. Objavljen je kao LP i kaseta 22. decembra 1990. godine u izdanju PGP RTB. Producent albuma je Dragan Stojković Bosanac. Album sadrži osam pesama, između ostalih, i pesmu "Koga da milujem ja", koja je osvojila prvu nagradu stručnog žirija na festivalu MESAM 1990. godine.

## Pesme na albumu
| Br. | Naziv                | Muzika                | Tekst                              | Aranžman                 |
| --- | -------------------- | --------------------- | ---------------------------------- | ------------------------ |
| 1.  | Koga da milujem ja   | Dragan Aleksandrić    | Zoran Matić                        | Dragan Stojković Bosanac |
| 2.  | Rosna trava          | Živadin Jovanović     | Munib Alić                         | Dragan Stojković Bosanac |
| 3.  | Ti si moje najmilije | Milutin Popović Zahar | Milutin Popović Zahar, Zoran Matić | Dragan Stojković Bosanac |
| 4.  | Kad zaškripi kapija  | Radoslav Graić        | Radoslav Graić                     | Dragan Stojković Bosanac |
| 5.  | Zbog tebe            | Josip Ivanković       | Josip Ivanković                    | Dragan Stojković Bosanac |
| 6.  | Ljube mi se crne oči | Milutin Popović Zahar | Milutin Popović Zahar, Zoran Matić | Dragan Stojković Bosanac |
| 7.  | Kad me rani          | Dragan Aleksandrić    | Zoran Matić                        | Dragan Stojković Bosanac |
| 8.  | To možeš samo ti     | Boris Mačešić         | Boris Mačešić                      | Dragan Stojković Bosanac |

## Spoljašnje veze
- Zbog tebe na discogs.com